# Kapellasita
La kapellasita es un mineral de la clase de los halogenuros, cloruro de cobre y zinc con hidroxilos, descrito  a partir de ejemplares encontrados en la mina Sounion, en el distrito minero de Laurion, Ática (Grecia). El nombre procede del apellido del coleccionista y comerciante de minerales Christo Kapellas, que fue quien encontró los ejemplares que se estudiaron.

## Propiedades físicas y químicas
La kapellasita es un miembro del grupo de la atacamita, polimorfo metaestable de la herbertsmithita, y análogo de la haydeeita con zinc en lugar de magnesio. 

## Yacimientos
La kapellasita es un mineral extremadamente raro, conocido hasta el momento solamente en tres localidades en el mundo, la considerada como localidad tipo, las escorias de la fundición Herzog Julius, en Astfeld, distrito de Goslar (Alemania), y la mina Casualidad situada cerca de Baños de Sierra Alhamilla, en el municipio de Pechina, Almería (España). Se encuentra asociada a otros minerales secundarios, perticularmente a yeso, paratacamita y cumengeíta.